# Microspora
In biologia, le microspore sono le spore maschili degli sporofiti (polline) che, nelle angiosperme e gimnosperme, formano un tubo pollinico atto a fecondare la macrospora. 
I microsporofiti sono formati nel microsporofilo che si trova nello stame delle angiosperme e in coni differenti e generalmente più piccoli nelle gimnosperme.
La combinazione di microspore e megaspore si trova negli organismi cosiddetti eterosporei. La maggior parte delle piante che si riproduce per mezzo di spore senza seme produce solo una classe di spore.  Nelle felci, le sole piante megasporee sono acquatiche o semi-acquatiche, compreso il genere Marsilea, Regnellidium, Pilularia, Salvinia, e Azolla.  Questa condizione è anche nota nella Selaginella del genere dei licopodi.